# Стоян Георгиев (офицер)
Вижте пояснителната страница за други личности с името Стоян Георгиев.
Стоян Георгиев Георгиев е български военен деец, полковник, участник в Сръбско-българската война (1885), командвал 2-ри пехотен искърски полк, 18-и пехотен етърски полк и 7-и пехотен преславски полк.

## Биография
Стоян Георгиев е роден е на 18 февруари 1859 г. във Враня, Османската империя. Още малък остава сирак, баща му умира в деня на раждането му, а майка му – 1 година по-късно; отгледан е от негова братовчедка. След завършване на 4-то отделение в е пратен да учи занаят. Бяга от лошите условия и отива чак в Габрово, за да учи; завършва Априловската гимназия. След Освобождението е изпратен в Одеса, където е юнкер във Военното пехотно училище. На военна служба постъпва на 30 август 1878 година. През 1880 година завършва втория випуск Военното училище в София и на 30 август е произведен в чин подпоручик. Служи в Плевенска №6 пеша дружина. Сред длъжностите, които заема са командир на дружина в 1-ви пехотен софийски полк, помощник-командир на 16-и пехотен ловчански полк и командир на 2-ри пехотен искърски полк.
На 15 ноември 1894 е назначен за командир на 18-и пехотен полк, на която длъжност служи до 5 март 1898 година. В периода от 1 декември 1900 до 1901 е причислен към запаса. По-късно командва 7-и пехотен преславски полк (1905 – 1906). Уволнен е от служба на 21 декември 1906 година.
По време на Балканската (1912 – 1913), Междусъюзническата (1913) и Първата световна война (1915 – 1918) е мобилизиран, като през последната се числи към щаба на 6-а пехотна бдинска дивизия и служи като председател на евакуационната комисия в същата дивизия.
Полковник Стоян Георгиев умира в София през 1920 година.

## Военни звания
- Подпоручик (30 август 1880)
- Поручик (30 август 1883)
- Капитан (24 март 1886)
- Майор (1889)
- Подполковник (1893)
- Полковник (15 май 1905)

## Награди
- Народен орден „За заслуга“ (1885)
- Знак „За 10 години отлична служба“ (1891)
- Знак „За 20 години отлична служба“ (1902)
- Народен орден „За военна заслуга“ IV ст. (1904)